# August Bercht

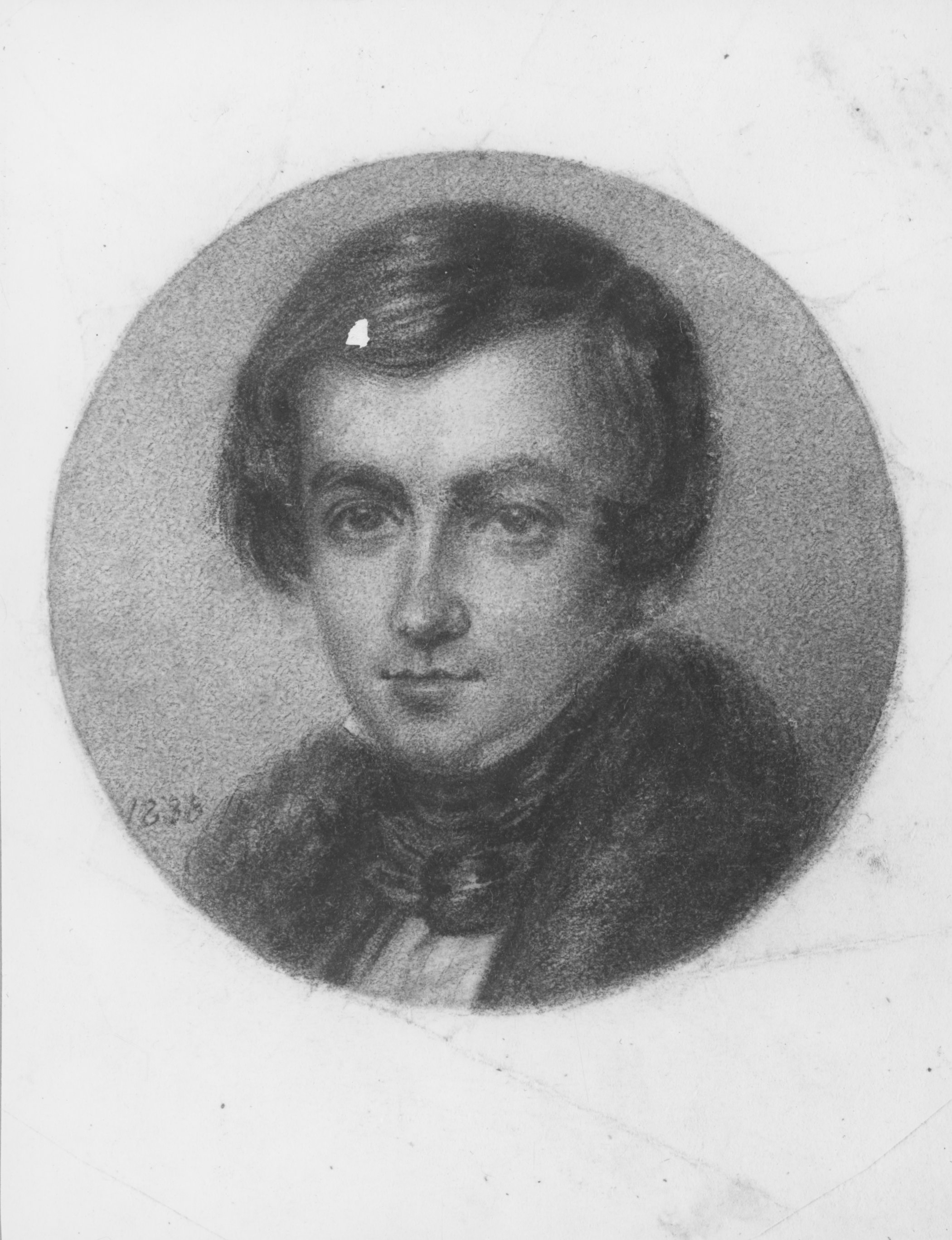
Gottlob Friedrich August Bercht - Portrait von 1838

Gottlob Friedrich August Bercht (* 30. Juli 1790 in Niederwerbig bei Treuenbrietzen, Königreich Preußen; † 29. Mai 1861 in Darmstadt, Großherzogtum Hessen) war ein deutscher Publizist, Lyriker und Historiker.

## Leben
August Bercht wurde als Sohn des Pfarrers Johann Christoph Valentin Bercht (1749–1800) aus
Barby und der Johanna Charlotte Bercht, geb. Kypke (1759–1818) aus Grünewalde bei Schönebeck geboren. Sein Vater war 1779 bis 1793 Pfarrer in Niederwerbig, danach bis zu seinem Tod Pfarrer in Kreuma. August Berchts Bruder Karl Wilhelm Ferdinand Bercht (1797–1875) lebte in Dresden und Zarrentin.

### Ausbildung und Tätigkeit als Hauslehrer
August Bercht besuchte vom 3. Oktober 1803 bis zum 12. April 1808 die Landesschule Pforta und immatrikulierte sich am 21. Mai 1808 für ein Studium der Philologie und Geschichte an der Universität Leipzig, wo er 1810 zum Dr. phil. promoviert wurde. 1812 veröffentlichte er eine kleine Studie über die Belagerung von Marseille durch Gaius Iulius Caesar im Jahr 49 v. Chr. (De bello civili 2.14; Cassius Dio, Römische Geschichte 41.25.2; Marcus Annaeus Lucanus, Pharsalia 3,375-508; Titus Livius, Ab urbe condita, periocha 110). Für eine gemeinsame Bearbeitung der von der Jablonowskischen Gesellschaft der Wissenschaften zu Leipzig gestellten Preisaufgabe Des Annalisten Wittekind Leben, Schriften, die davon vorhandenen Handschriften, Ausgaben und eine neue zweckmäßige Ausgabe seiner Annalen wurde der Preis 1810 an Bercht und Georg Ludwig Adolph Eduard von den Brincken (1791–1869) aus Clausthal verliehen. Beide Preisträger waren Mitglieder der von Hans Karl Dippoldt (1783–1811) gegründeten Historischen Gesellschaft.
Nach seinem Universitätsbesuch wurde Bercht Hauslehrer bei der Familie von Graf Friedrich Abraham Wilhelm von Arnim-Boitzenburg (1767–1812) in Berlin. In dieser Zeit hat „er mehr oder weniger Umgang gepflogen mit Schleiermacher, Hemdorf, Rühs, Reimer, Buttmann, Eiselen, Hofprediger Sack, Bernhardi, Stägemann und andern ehrenwerthen Männern freisinniger Richtung“.

### Befreiungskriege
1813 schloss sich Bercht dem Lützowschen Freikorps an. Im selben Korps dienten der jüdische Arzt Salomon Friedrich Stiebel (Deckname: Baer) und der Pädagoge Wilhelm Heinrich Ackermann, mit denen zusammen er ein Vierteljahrhundert später an Erinnerungsfeiern von Kriegsfreiwilligen in Köln und in Frankfurt am Main teilnahm. Auch der „Lützower Jäger“ Friedrich Fröbel war ihm bekannt. August Bercht nahm an der Schlacht bei Waterloo (Belle-Alliance) teil und gehörte 1815 als Lieutenant des 2. Westpreußischen Regiments den Besatzungstruppen in Paris an. Zusammen mit Eugen von Vaerst wurde er bei Maréchal d’Empire François-Christophe Kellermann einquartiert. Bercht verfasste einige Gedichte über Ereignisse in den Befreiungskriegen, die in Anthologien und Schulbüchern abgedruckt wurden.

### Publizistische Tätigkeit in Paris, Koblenz und Bremen
August Bercht war Redakteur der Deutschen Feldzeitung in Paris, die Friedrich Christoph Förster und er auf Veranlassung von General August Neidhardt von Gneisenau herausgaben. Schon nach der zweiten Ausgabe wurde das Blatt auf Betreiben des alliierten Polizeichefs in Paris Justus von Gruner eingestellt. Bercht wurde Mitarbeiter am Rheinischen Merkur von Josef Görres in Koblenz. Im Februar 1816 wurde er auf Empfehlung von Görres und Ernst Moritz Arndt hin durch den bremischen Gesandten bei der Bundesversammlung in Frankfurt am Main (später Bürgermeister) Johann Smidt als Schriftleiter der staatseigenen Bremer Zeitung engagiert, vom Bremer Senat mit 1000 Reichstalern jährlich besoldet und am 5. Februar 1817 durch Ernennung zum „außerordentlichen Professor der Philosophie“ den Lehrern an der Gelehrtenschule gleichgestellt. „Bergt, Doctor, Redacteur der Bremer Zeitung“ wohnte in der Knochenhauerstraße Nr. 40.
Brecht vertrat eine eher nationalliberale Linie, beschränkte sich aber meist auf die Wiedergabe von Nachrichten aus anderen Zeitungen, die er gelegentlich glossierte. Dennoch gab es bald offizielle Beschwerden anderer Staaten (Dänemark, Kurhessen, Spanien, Hannover, Frankreich, Hamburg u. a.) beim Bremer Senat über einzelne Berichte der Bremer Zeitung. Ein Beitrag Berchts von 1817 über den 13. Artikel der Deutschen Bundesakte („In allen Bundesstaaten wird eine landständische Verfassung stattfinden“) war als offizielle Verlautbarung missverstanden worden und beeinflusste die Debatte im Bundestag und die Verfassungsbestrebungen in Bayern und Württemberg („Württembergischer Verfassungsstreit“). Dieser und andere Artikel Berchts hatten vor allem in Österreich Anstoß erregt, und die Bremer Zeitung war dort im Frühjahr 1818 unter Zensur gestellt worden. Mit Joseph Anton Pilat vom Oesterreichischen Beobachter, einem Sprachrohr des österreichischen Staatskanzlers Klemens Wenzel Lothar von Metternich, lieferte sich Bercht „eine regelrechte Pressefehde“.
Nach einer Beschwerde des preußischen Gesandten bei den Hansestädten Graf August Otto von Grote erhielt Bercht am 31. Dezember 1817 einen strengen Verweis, den er in der Zeitung abdrucken musste. Durch einen Artikel in der Nr. 111 vom 21. April 1818 zog sich Bercht vollends den Unmut Johann Smidts zu, der deswegen mit dem österreichischen Gesandten beim Deutschen Bund in Frankfurt Johann Rudolf von Buol-Schauenstein heftig aneinandergeriet. Am 30. Dezember 1818 wurden auf Vorschlag des Scholarchen (Schulsenators) Gottlieb Friedrich Carl Horn (1772–1844) allgemeine Instruktionen für die Art der Redaktionsführung erlassen und ein neuer, einschränkenderer Kontrakt mit Bercht geschlossen. Letztlich auf Druck Metternichs endet 1819 schließlich das Engagement von Bercht in Bremen, er nahm eine auswärtige, schlechter bezahlte Stelle an. Berchts Nachfolger bei der Bremer Zeitung wurde Karl Iken.

### Intermezzo als Lehrer in Kreuznach
Bercht wurde im August 1819 von Direktor Gerd Eilers mit Zustimmung des Oberpräsidenten der Provinz Großherzogtum Niederrhein in Koblenz Karl von Ingersleben als Lehrer der oberen Klassen an das neuorganisierte Königliche Gymnasium (heute: Gymnasium an der Stadtmauer) in Kreuznach berufen. Sein jährliches Einkommen sollte 2800 Franc (entsprach etwa 800 Reichstalern) mit freier Wohnung und Garten betragen. Wenige Wochen nach seiner Einführung wurde Bercht jedoch im November 1819 auf Veranlassung des Leitenden Direktors des preußischen Polizeiministeriums Karl Albert von Kamptz und nach übereinstimmenden Anweisungen von Polizeiminister Wilhelm zu Sayn-Wittgenstein-Hohenstein, Innenminister Friedrich von Schuckmann und Kultusminister Karl vom Stein zum Altenstein als „Demagoge“ entlassen. Bercht wurden einige als „antipreußisch“ beurteilte Artikel der Bremer Zeitung (u. a. über das Wartburgfest) vorgeworfen. Außerdem verwechselte man ihn offenbar mit dem Burschenschafter Karl Friedrich Bercht (1801–1861) und vermutete fälschlich sogar, er habe im Einvernehmen mit Karl Ludwig Sand gestanden, der im März 1819 den Schriftsteller August von Kotzebue ermordet hatte.
Der zuständige Regierungs- und Schulrat Friedrich Lange im Koblenzer Konsistorium wurde im Dezember 1819 anhand von 49 aus Berlin vorgelegten Fragen drei Stunden lang von einem Untersuchungsrichter zu dem Vorgang verhört. Ein gegen Eilers eröffnetes Untersuchungsverfahren wurde bald eingestellt. Eilers, der sich für Bercht bei seinen vorgesetzten Behörden einsetzte, nahm ihn – obwohl Landrat Ludwig Philipp Hout (1775–1846) dies untersagen wollte – als „Freund“ in seine Dienstwohnung auf.
Bürgermeister Franz Xaver Buhs und der Kreuznacher Stadtrat verwandten sich in schriftlichen Eingaben an die Berliner Minister für Bercht. Diesem wurden schließlich als Abfindung von Staatskanzler Karl August von Hardenberg zwei der zugesicherten Jahresgehälter angewiesen, anschließend „privatisierte“ er noch einige Zeit in Kreuznach. Im Sommer 1822 besuchte er Straßburg und Kassel.

### Aufenthalt in der Schweiz
Seit 1823 war Bercht Lehrer für Geschichte am Gymnasium Basel und las im Sommersemester 4-stündig über Europäische Staatengeschichte an der Universität Basel. Am Pädagogium Basel las er im Sommerhalbjahr 1823 in der Ersten Klasse 3-stündig und in der Zweiten Klasse 4-stündig Griechische Geschichte. 1824 arbeitete er an einem Bildungsinstitut für Mädchen aller Stände in Hofwil im Kanton Bern, das von Margaretha von Tscharner (1778–1839), der Ehefrau des Philipp Emanuel von Fellenberg gegründet worden war.

### Lehrer und Publizist in Frankfurt am Main
August Bercht lebte 1825 in Frankfurt am Main im Haus des Arztes Adolph Schmidt in der Großen Sandgasse 4 (K 53). 1827 heiratete er Christiane Caroline Hergenhahn (1790–1857) aus Usingen, Tochter von Justizrat Johann Carl Salomon Hergenhahn (1762–1806) und dessen Ehefrau Johannette Wilhelmine Christiane Vigelius (1768–1805). Sie war eine Schwester des nassauischen Generalleutnants Karl Friedrich Hergenhahn (1793–1868) und des liberalen Politikers August Hergenhahn (1804–1874). Caroline Hergenhahn leitete von 1824 bis 1844 eine Privatschule für Mädchen im Weißen Hirsch am Großen Hirschgraben 3 (F 63) in Frankfurt am Main. Die Schule, an der auch August Bercht unterrichtete, und das Pensionat waren finanziell erfolgreich. Nachfolgerinnen von „Frau Dr. Bercht“ als Vorsteherinnen der Schule wurden Johanna Louise Wilhelmine Bickel (9. Jan. 1804 – 24. Jan. 1884), eine Enkelin von Hofprediger und Superintendent Johann Daniel Karl Bickel, und ab 1857 Louise Schierenberg, geb. Des Coudres († um 1875).
Ab 1830 war Bercht zusammen mit Friedrich Christoph Schlosser (1776–1861) Herausgeber der Zeitschrift Archiv für Geschichte und Literatur, zu der Friedrich Kortüm (der wie Bercht Lehrer in Hofwil gewesen war), Joseph von Aschbach, Georg Gottfried Gervinus, Christoph Rommel, Heinrich Schäfer, Friedrich Funck, Adolph Schottmüller (Müller) (1798–1871), Eduard Prätorius (1807–1855), Gustav Adolf Harald Stenzel und Friedrich Wilhelm Carové beitrugen. Die Zeitschrift wurde 1835 eingestellt, eine geplante Fortsetzung als Neues Archiv für Geschichte und Literatur kam nicht zu Stande. 1837 beteiligte sich Bercht an einem Aufruf zur Subskription der Unparteiischen Universal-Kirchenzeitung für die Geistlichkeit und die gebildete Weltklasse des protestantischen, katholischen, und israelitischen Deutschlands. Er amtierte 1837 als einer der Direktoren des Frankfurter Kunstvereins und korrespondierte mit dem Inspektor des Städelschen Kunstinstituts Johann David Passavant. 1843 trug sich Bercht in Frankfurt in das Album amicorum der 17-jährigen Fanny (Henrietta Franziska Angelina) Hauchecorne, spätere Schorn (1826–1909) ein.

### Redakteur desRheinischen Beobachtersin Köln
Der preußische Kultusminister Friedrich Eichhorn nahm im Sommer 1842 Kontakt mit dem Bonner Universitätskurator Moritz August von Bethmann-Hollweg, dem Bonner Rechtsprofessor Clemens Theodor Perthes und Oberpräsident Eduard von Schaper auf, um die Gründung einer regierungstreuen Zeitung in der Rheinprovinz voranzubringen. Sie sollte das „Gepräge eines sich frei bewegenden conservativen Preußischen Blattes“ haben und zu ihrer Glaubwürdigkeit auch kritische Beiträge veröffentlichen. Der Berliner Regierungsrat im Kultusministerium Gerd Eilers brachte für das Projekt im März 1844 August Bercht als Redakteur ins Gespräch, den er aus Bremen und Kreuznach kannte. Durch Kabinettsordre vom 26. April 1844 wurde Bercht auf Vorschlag von Kultusminister Eichhorn und mit Unterstützung der Minister Heinrich von Bülow, Ernst v. Bodelschwingh und Adolf Heinrich von Arnim-Boitzenburg, mit einem Jahresgehalt von 800 Talern zum außerordentlichen Professor der Pädagogik an der Universität Bonn ohne Vorlesungsverpflichtung ernannt, im Mai nahm er den Ruf an. Tatsächlich arbeitete Bercht von 1844 bis 1848 als Redakteur der von der preußischen Regierung mit 3000 Talern subventionierten Zeitschrift Rheinischer Beobachter in Köln. Seiner „Frau Professorinn Caroline Bercht“ wurde erlaubt, die von ihr früher in Frankfurt am Main geleitete Erziehungs-Anstalt für junge Mädchen höherer Stände in Köln als Pensionat fortzuführen.
Anfang 1846 versuchte Bercht erfolglos, zu einer gegenseitigen Duldungsabsprache mit der katholisch orientierten Koblenzer Rhein- und Mosel-Zeitung des Verlegers Rudolph Friedrich Christian Hergt zu gelangen. Im Juni 1846 traf Bercht in Köln zu einem Gespräch mit František Palacký während dessen Deutschlandreise zusammen.
Ferdinand Lassalle, der im Zusammenhang der sogenannten Kassettenaffäre kurze Zeit gedacht hatte, „Bercht … würde für uns sein“, kritisierte Arnold Mendelssohn und Karl Grün im November 1846, weil sie aus Paris Artikel an ihn eingesandt hatten; Bercht habe innerhalb von zwei Tagen „total die Farbe geändert“. Im Scheidungsprozess von Lasalles Mandantin und späterer Lebensgefährtin Sophie von Hatzfeldt vor dem Appellationsgerichtshof Köln wurde von der Gegenseite als Scheidungsgrund u. a. vorgebracht, dass die Gräfin – zur Richtigstellung eines „Schmähartikels“ im Rheinischen Beobachter – dem Redakteur Bercht ihre „Prodigalitäts-Klage“  (Vorwurf der Verschwendung ihres eingebrachten Vermögens durch den Ehemann Edmund von Hatzfeldt) im Herbst 1846 zur Einsichtnahme überlassen und damit „injures graves / grobe Beleidigungen“ (ein Ehescheidungsgrund gem. Art. 231 des Code civil) begangen habe.
Von dem Publizisten Ernst Dronke, Mitglied im Bund der Kommunisten, wurde Bercht „als ein unbedingter Polizeiklaqueur und Denunciant der freien Presse“ angegriffen. Karl Marx machte sich lustig über den „Kommunismus des ‚Rheinischen Beobachters‘“ (zur Nr. 206) und nannte dabei dessen Redakteur nicht mit Namen, sondern nur den „Herrn Konsistorialrat“. Die nationalliberale Publizistik und die katholische Presse sahen im Rheinischen Beobachter ein unkritisches, antikonstitutionelles bzw. protestantisches Regierungsorgan. Von christlich-konservativer Seite wurden „seine allzu häufigen Mittheilungen über jüdische Angelegenheiten“ gerügt. Gleichwohl gehörte der frühe Antisemit Heinrich Eugen Marcard in Danzig zu den Korrespondenten der Zeitung. Aufsehen erregte 1847 die Platzierung einer von Bercht nicht durchschauten angeblichen Werbeanzeige für „grobe C-Scheren“ (gemeint waren: Censur-Scheren) im Rheinischen Beobachter, durch die der Kölner Censor Regierungsrat Albert Wenzel (1800–1871) und Regierungspräsident Karl Otto von Raumer als „Fabrik von Wendt und Zelle“  der „Gebrüder Remuar“ („Raumer“ rückwärts) verspottet wurden.
Nach verschiedenen Differenzen zwischen den Oberpräsidenten der Rheinprovinz Schaper und Franz August Eichmann und Berliner Ministerien um die politische Ausrichtung der Zeitung und einem internen Revisionsbericht über ihre desolate ökonomische Lage musste der Rheinische Beobachter, der zuletzt etwa 500 bis 600 Abonnenten hatte und eine Subvention von inzwischen 18.000 Talern jährlich benötigte, sein Erscheinen nach der Märzrevolution und dem Rücktritt Eichhorns mit dem 31. März 1848 einstellen. Das Ende der Zeitung, die von Wilhelm Clouth (1807–1871) gedruckt worden war, wurde von der liberalen und radikaldemokratischen Presse bissig kommentiert. Die konkurrierende Kölnische Zeitung veröffentlichte eine Einladung zur Begräbnißfeier des sel. Rheinischen Beobachters. Die Lehrer Matthias Hollenberg (1796–1856), Martin Ricken (1824–1880), Johann Adolf Hollenberg (1826–1907), Ludwig Susen und der Student Wilhelm Adolf Hollenberg (1824–1899) – Freunde von Friedrich Wilhelm Dörpfeld, der wahrscheinlich an dem Inserat beteiligt war, – gaben dagegen zum Abschied am 8. April 1848 in Duisburg eine ernstgemeinte Danksagung an Bercht als Anzeige in der Kölnischen Zeitung auf.

### Privatier in Neuwied und Koblenz
Eine von Bercht im Herbst 1848 geplante Übersiedlung nach Berlin wurde vom kommissarischen Kultusminister Adalbert von Ladenberg unterbunden. Nach 1848 lebte Bercht als Privatier in Neuwied und Koblenz. Er erhielt sein bisheriges Professorengehalt – 1849 bis 1851 zunächst in reduzierter Höhe – als Wartegeld. Er wohnte in Koblenz in der Neustadt 16 und der Kastorpfaffenstraße 8. 1856 wurde „Dr. Bercht“ der Rote Adlerorden IV. Klasse mit Schwertern (Zeichen für Kriegsverdienst) verliehen, Noch kurz vor Berchts Tod schloss Hans Hugo von Kleist-Retzow, Oberpräsident der Rheinprovinz von 1851 bis 1858, eine Rede im Preußischen Herrenhaus mit einer Passage aus dessen „herrlichem“ Gedicht Den Manen Blücher’s Scharnhorst’s und Gneisenau’s.
August Bercht starb im Haus seiner Tochter Marie Catharine in Darmstadt in der Neckarstraße 8 (E 141). Professor Karl Steinhart gedachte seiner am 23. November 1861 bei der jährlichen Ecce-Totenfeier für die verstorbenen Alumni der Landesschule Pforta.

## Familie
Marie von Hombergk zu Vach geborene Bercht (1828–1901) war das einzige überlebende Kind von August Bercht und Caroline Christiane Hergenhahn. Sie heiratete 1853 den Großherzoglich Hessischen Hofgerichtsrat Adolf Georg Friedrich Christian von Hombergk zu Vach und Freienstein (1821–1864) und wurde als Frauenrechtlerin bekannt.
Der Burschenschafter Karl Friedrich Bercht (1801–1861) aus Dahme bzw. Annaburg, Sohn des Pfarrers Johann Gottfried Bercht (* um 1759; † 1837) aus Barby, 1820 in Leipzig immatrikuliert (Theologiestudent), 1823 verhaftet und Consilium abeundi, 1826 vom Königlichen Ober-Landesgericht Breslau unter Vorsitz von Friedrich Wilhelm von Falkenhausen (1781–1840) zu 14 Jahren Festungshaft verurteilt, 1829/30 begnadigt, 1839 Lehrer am Militär-Knaben-Erziehungs-Institut in Annaburg (bis 1847), 1842 in Magdeburg Zeugnis der Wahlfähigkeit pro ministerio, seit 1847 Pfarrer in Bethau und Naundorf, war ein Verwandter (Vetter) Gottlob Friedrich August Berchts. Dieser selbst war aber kein „nationaldeutscher Burschenschafter“. Die Berliner Behörden haben offenbar anfangs beide Personen miteinander verwechselt.

## Schriften
- (verschollen) Massiliens Belagerung durch Julius Caesar. o. J. (vor 1810)[8]
- (mit Christian Wilhelm Wiesand)[108][109] De diversis iuris naturae principiis dissertatio historico-critica, quam … publice defendet Guilielmus Wiesand … socio Augusto Berchtio. Gottfried Bruder, Leipzig 1810
- Geschichte des Grafen Egmont. Nebst Beschreibung der Jubelfeste der Universität Leipzig, vorzüglich des 4. Dec. im Jahre 1809, von Hans Karl Dippoldt. J. C. Hinrichs, Leipzig 1810 (Digitalisat der Sächsischen Landesbibliothek – Staats- und Universitätsbibliothek Dresden)
- (mit Georg Ludwig Adolph Eduard von den Brincken)[9] De Witechinda Corbeiensis vita et scriptis annaliumque codd. et edd. cum consilio novae editionis parandae (1810). In: Acta Societatis Iablonovianae nova. Band 3. Kühn, Leipzig 1812, S. 128–187 (Digitalisat der Biblioteka Narodowa – Nationalbibliothek Warschau)
- Dem Andenken Körners und seiner Todesgenossen. In: Karl Ludwig von Woltmann (Hrsg.): Deutsche Blätter. Jg. 1, vom 26. November 1813, S. 392.
  - So schlaft nun sanft. In: Karl Streckfuß (Hrsg.): Theodor Körner’s sämmtliche Werke. Band IV. Nicolai, Berlin 1853, S. 303f (Digitalisat der Bayerischen Staatsbibliothek München)
- Braga.[110][111] Schreiner, Düsseldorf 1814.
- In's Frankenland! (geschrieben einige Tage vor der Schlacht bey belle Alliance). (1815). In: Friedrich Christoph Förster (Hrsg.): Beiträge zur neueren Kriegsgeschichte. Band II. Maurer, Berlin 1816, S. 219–221 (Digitalisat der Bayerischen Staatsbibliothek München)
- Trost. In: Harmonia. Vaterlands- und Kriegs-Gedichte der Deutschen. Handbuch zur ästhetischen und moralischen Bildung für angehende Officiers. Eine Chrestomathie. Joseph Lindauer, München 1817, S. 222f (Volltext in der Google-Buchsuche)
- Der Kriegsmann an die Schriftgelehrten (fälschlich Friedrich Christoph Förster zugeschrieben). In: Friedrich Raßmann (Hrsg.): Sonette der Deutschen. Band III. Friedrich Vieweg, Braunschweig 1817, S. 285 (Digitalisat der Bayerischen Staatsbibliothek München)
  - Der Kriegsmann an die Schreiber in Paris. In: Friedrich Christoph Förster (Hrsg.): Die Sängerfahrt. Für Freunde der Dichtkunst und Mahlerey. Maurer, Berlin 1818, S. 232f (Digitalisat der Bayerischen Staatsbibliothek München)
- Der Marschall[112] auf dem Grabe des Kaisers Karl, Die Kriegsleut’ im Pariser Bildersaal,[113] Des Sängers Harm, Der schmachtende Knabe, Sehnsucht, Der Kriegsmann an die Schreiber in Paris und Am Rhein. In: Friedrich Christoph Förster (Hrsg.): Die Sängerfahrt. Für Freunde der Dichtkunst und Mahlerey. Maurer, Berlin 1818, S. 41f, 57–61, 153f, 188f, 231–233 (Digitalisat der Bayerischen Staatsbibliothek München)
  - Der Marschall auf des Kaisers Grab. In: Alfred von Reumont (Hrsg.): Aachener Liederchronik. J. A. Mayer, Aachen 1873, S. 126–128 (Google-Books)
- Blumengruß, Neigung, Hymne, Hölty, Ernst Schulze und Wehmut. In: Taschenbuch zum geselligen Vergnügen. Johann Friedrich Gleditsch Nachf. / Carl Gerold, Leipzig / Wien 1822, S. 3, 90, 98–102 (Volltext in der Google-Buchsuche)
- Der Oberintendant Fouquet, dessen Prozeß und Gefangenschaft. Ein Beitrag zur Geschichte Ludwig’s XIV. In: Archiv für Geschichte und Literatur 1 (1830), S. 129–192 (Volltext in der Google-Buchsuche).
  - (wiederabgedruckt in:) Oskar Ludwig Bernhard Wolff (Hrsg.): Encyclopädie der deutschen Nationalliteratur oder biographisch-kritisches Lexicon der deutschen Dichter und Prosaisten seit den frühesten Zeiten nebst Proben aus ihren Werken. Band I. Wigand, Leipzig 1835, S. 215–229 (Digitalisat der Bayerischen Staatsbibliothek München)
- Ueber einige Stellen in Heeren’s Werken und eine Recension in den Göttinger Anzeigen. In: Archiv für Geschichte und Literatur 1 (1830), S. 287–295[114] (Volltext in der Google-Buchsuche)
- Ueber Bignon’s Geschichte von Frankreich vom 18. Brümaire (1799) bis zum Frieden von Tilsit. In: Archiv für Geschichte und Literatur 1 (1830), S. 296–305 (Volltext in der Google-Buchsuche)
- Die Friedensverhandlungen zu Lüneville nach Bignon. In: Archiv für Geschichte und Literatur 1 (1830), S. 306–316 (Volltext in der Google-Buchsuche)
- Der Tod Paul’s I. nach Bignon. In: Archiv für Geschichte und Literatur 1 (1830), S. 317–330 (Volltext in der Google-Buchsuche)
- Der Gefangene mit der eisernen Maske. In: Archiv für Geschichte und Literatur 2 (1831), S. 193–239[115] (Volltext in der Google-Buchsuche)
- Noch Einiges, worauf es keiner Antworten bedarf. In: Archiv für Geschichte und Literatur 2 (1831), S. 333–338[114] (Volltext in der Google-Buchsuche)
- Amtliche Beiträge zur neuesten Geschichte des Kantons Bern. In: Archiv für Geschichte und Literatur 3 (1832), S. 358–406 (Volltext in der Google-Buchsuche)
- Der dritte Februar. In: Magdeburgische Zeitung. 12. Februar 1838, Bl. 9f[15]
  - Den Manen Blücher’s Scharnhorst's und Gneisenau's. In: Liederbuch der Freiwilligen von 1813, 1814 und 1815 und ihrer fortdauernden Kameradschaft. W. Clouth, Köln 1839, Nr. XXXIV, S. 66–71 (Digitalisat der Bayerischen Staatsbibliothek München)
  - Zu Köln. Am 3. Februar 1838. In: Hans Ferdinand Maßmann (Hrsg.), Friedrich Ludwig Jahn (Vorrede): Wächterlieder am Rheine. Band I. Christoph Wetzstein, Schweinfurt 1841, S. 24–28 (Volltext in der Google-Buchsuche)
  - Gedicht auf die hingeschiedenen Helden Scharnhorst, Blücher und Gneisenau. In: Gerd Eilers: Meine Wanderung durchs Leben. Band II. F. A. Brockhaus, Leipzig 1857, S. 51–56 (Volltext in der Google-Buchsuche)
  - und weitere Abdrucke unter den Titeln Toast, Preußens Helden o. ä., auch in verschiedene Schul-Lesebücher aufgenommen
- Das Jubelfest der Freiwilligen[116] zu Frankfurt am Main den 11. December 1838.[16] Naumann, Frankfurt am Main 1839
- Toast. In: Die dritte Erinnerungs-Feier der Frankfurter Freiwilligen[116] (Am 11. Dezember 1841.). In: Didaskalia. Blätter für Geist, Gemüth und Publizität. Nr. 349, vom 15. Dezember 1841, S. 306–308, bes. S. 307f (Volltext in der Google-Buchsuche)

### Als Herausgeber / Redakteur
- Bremer Zeitung. Johann Georg Heyse, Bremen 1816–1819 (Digitalisat der Bayerischen Staatsbibliothek München)
  - Artikel in der Bremer Zeitung vom März 1818 (Auszug). In: Gerd Eilers: Meine Wanderung durchs Leben. Band II. F. A. Brockhaus, Leipzig 1857, S. 60–64 (Volltext in der Google-Buchsuche)
  - Artikel in der Bremer Zeitung vom 21. April 1818. In: Heinrich Tidemann: Die Zensur in Bremen von ihren Anfängen bis zu den Karlsbader Beschlüssen 1819. In: Bremisches Jahrbuch Reihe A, 30 (1926), S. 311–394, bes. S. 379f (Digitalisat der Staats- und Universitätsbibliothek Bremen)
- Friedrich Christoph Schlosser, Gottlob August Bercht (Hrsg.): Archiv für Geschichte und Literatur 1 (1830) (Volltext in der Google-Buchsuche); 2 (1831) (Volltext in der Google-Buchsuche); 3 (1832) (Volltext in der Google-Buchsuche); 4 (1833) (Volltext in der Google-Buchsuche); 5 (1833) (Volltext in der Google-Buchsuche) und 6 (1835) (Volltext in der Google-Buchsuche). Heinrich Ludwig Brönner / Sigmund Schmerber,[117] Frankfurt am Main 1830–1835
- (Herausgeberschaft zugeschrieben; angeblich verfasst von Gerd Eilers)[76] Anonymus (Philipp Joseph von Rehfues): Die katholische Kirche in der preußischen Rheinprovinz und der Erzbischof Clemens August von Köln. Brönner, Frankfurt am Main 1838 (Digitalisat der Bayerischen Staatsbibliothek München)
- Anonymus: Das Kriegswesen in Monarchien. Ein Handbuch für Officiere. Aus den hinterlassenen Papieren eines deutschen Veteranen. Hermann / Suchsland, Frankfurt am Main 1841 (Digitalisat der Bayerischen Staatsbibliothek München)
  - (Auszüge daraus) Soldatenbilder. In: Die Grenzboten. Zeitschrift für Politik, Literatur und Kunst. 2 (1842), S. 687–701 (Digitalisat der Staats- und Universitätsbibliothek Bremen)
- Rheinischer Beobachter. Wilhelm Clouth, Köln 1844–1848